# Ruševica
Ruševica is een plaats in de gemeente Cetingrad in de Kroatische provincie Karlovac. De plaats telt 65 inwoners (2001).